# 5×2
«5×2» (фр. 5×2; также Cinq fois deux) — французский художественный фильм режиссёра Франсуа Озона.

## Сюжет
В содержание фильма входят пять сцен влюблённых. Фильм рассказывает историю не с начала, а с конца. То есть история разворачивается не с момента их встречи, а с их развода.
Первая сцена. Марион (Валерия Бруни-Тедески) и Жиль (Стефан Фрейс) на стадии развода, очередная ссора только подтверждает это.
Вторая сцена. День из жизни счастливой молодой семьи.
Третья сцена. Беременная Марион оказывается один на один со своими проблемами.
Четвертая сцена. Свадьба.
Пятая сцена. Их знакомство на курорте.

## В ролях
| Актёр                 | Роль    |
| --------------------- | ------- |
| Валерия Бруни-Тедески | Марион  |
| Стефан Фрейсс         | Жиль    |
| Жеральдин Пелас       | Валери  |
| Франсуаза Фабиан      | Моник   |
| Лонсдейл Майкл        | Бернард |